# Новый Труд (Томская область)
Новый Труд — упразднённая деревня в Тегульдетском районе Томской области России. На момент упразднения входила в состав Центрополигонской сельской администрации. Упразднена в 2004 году.

## География
Деревня располагалась в верховье реки Культепка (приток Чулыма), в 16 км (по прямой) к западу от поселка Центрополигон.

## История
Основан в 1930-е годы как посёлок спецпереселенцев из кулацких элементов.
Постановлением Томской облдумы от 30 сентября 2004 года № 1490 деревня Новый Труд исключена из учётных данных.

## Население
| 1939 | 1952 | 1959 | 1970 | 1979 | 1989 | 2002 |
| ---- | ---- | ---- | ---- | ---- | ---- | ---- |
| 2    | ↗169 | ↘109 | ↘77  | ↘12  | ↘5   | ↘0   |